# Malthonica oceanica
Malthonica oceanica là một loài nhện trong họ Agelenidae.
Loài này thuộc chi Malthonica. Malthonica oceanica được miêu tả năm 2007 bởi Barrientos & Cardoso.